# Contea di El Paso (Texas)
La contea di El Paso (in inglese El Paso County) è una contea dello Stato del Texas, negli Stati Uniti. La popolazione al censimento del 2010 era di 800 647 abitanti, diventando così la sesta contea più popolosa del Texas. Il capoluogo di contea è El Paso,, la sesta città più popolosa del Texas e la 19ª degli Stati Uniti d'America. La contea è stata creata nel 1850 ed in seguito organizzata nel 1871.
El Paso è l'abbreviazione di "El Paso del Norte", che in spagnolo significa "Il Passo del Nord." Questa contea si trova a nord del confine con il Messico.

## Geografia fisica
| Anno | Popolazione | ±%     |
| ---- | ----------- | ------ |
| 1860 | 4,051       |        |
| 1870 | 3,671       | −9.4%  |
| 1880 | 3,845       | 4.7%   |
| 1890 | 15,678      | 307.8% |
| 1900 | 24,886      | 58.7%  |
| 1910 | 52,599      | 111.4% |
| 1920 | 101,877     | 93.7%  |
| 1930 | 131,597     | 29.2%  |
| 1940 | 131,067     | −0.4%  |
| 1950 | 194,968     | 48.8%  |
| 1960 | 314,070     | 61.1%  |
| 1970 | 359,291     | 14.4%  |
| 1980 | 479,899     | 33.6%  |
| 1990 | 591,610     | 23.3%  |
| 2000 | 679,622     | 14.9%  |
| 2010 | 800,647     | 17.8%  |

Secondo l'Ufficio del censimento degli Stati Uniti d'America la contea ha un'area totale di 1015 miglia quadrate (2630 km²), di cui 1013 miglia quadrate (2620 km²) sono terra, mentre 2,3 miglia quadrate (6,0 km², corrispondenti allo 0,2% del territorio) sono costituiti dall'acqua.

### Contee e municipalità adiacenti
- Contea di Otero (Nuovo Messico) - nord-est
- Contea di Hudspeth - est
- Praxedis G. Guerrero (Chihuahua, Messico) - sud-est
- Guadalupe (Chihuahua, Messico) - sud
- Juárez (Chihuahua, Messico) - sud-ovest
- Contea di Doña Ana (Nuovo Messico) - nord-ovest

### Aree protette
- Chamizal National Memorial
- Camino Real de Tierra Adentro